# Kromporing
Kromporing (Perenniporia tenuis) är en svampart. Kromporing ingår i släktet Perenniporia och familjen Polyporaceae.  Arten är reproducerande i Sverige.

## Underarter
Arten delas in i följande underarter:
- pulchella
- tenuis